# Plagiothecium ceylonense
Plagiothecium ceylonense är en bladmossart som beskrevs av Brotherus och Hugh Neville Dixon 1915. Plagiothecium ceylonense ingår i släktet sidenmossor, och familjen Plagiotheciaceae. Inga underarter finns listade i Catalogue of Life.